# Les Parias de l'an 2187
Les Parias de l'an 2187 est le dix-septième roman de la série Les Conquérants de l'impossible écrite par Philippe Ébly. Ce roman a été édité pour la première fois en 1986 chez Hachette dans la collection Bibliothèque verte. 

## Résumé
Thibault, Xolotl, Serge et Souhi arrivent en Auvergne durant l’été de l’an 2187, ère de début d’un second Moyen Âge. Affamés, ils se rendent à la première ferme sur leur chemin et demandent au fermier du travail contre un repas. Le fermier accepte à la condition qu'ils aillent livrer des sacs dans la montagne. Guidés par le fils du fermier, les quatre adolescents, chargés de sacs très lourds dont ils ignorent le contenu, empruntent les sentiers de montagne. Ils sont arrêtés par des gardes qui fouillent les sacs et y découvrent de la ferraille. Or, la possession et la contrebande de ferraille est interdite par la loi établie par le seigneur de la région, le comte Obech ; les contrevenants sont passibles de travaux forcés pendant cinq ans. 
Effarés par cette loi incompréhensible, les voyageurs du temps sont enfermés dans un cachot où se trouve déjà un prisonnier : Jemmo, un garçon de leur âge, qui attend sa punition de vingt coups de fouet pour « petite faute ». Il leur propose de s’évader. L’évasion réussit, et Jemmo se sépare du groupe en lui recommandant la ferme d’un brave homme nommé Fuhig. Le fils de Fuhig leur apprend l’existence d’une race appelée Iquit, en tous points semblables aux hommes, reconnaissables uniquement à leurs manières un peu étranges et à leurs yeux d’un brun d'une clarté inhabituelle. Les Iquits sont détestés et pourchassés par les hommes, car ils enlèvent parfois des jeunes gens de la région. 
Fuhig ayant appris que le comte Obech a promis une forte récompense pour l'arrestation des quatre jeunes passeurs de fer, il demande à ces derniers de quitter sa ferme. Il leur fournit des vivres et leur recommande d’éviter la zone dangereuse de la Montagne-aux-serpents. Thibault, Xolotl, Serge et Souhi, qui pensent que Jemmo pourrait être un Iquit, décident de rechercher l'endroit où se cache son peuple, afin de se mettre en sûreté. Le groupe se met en route pour la Montagne-aux-serpents...

## Les différentes éditions
- 1986 : Hachette, Bibliothèque verte, cartonné (série au dos hachuré), texte original. Illustrations de Victor de la Fuente. 157 p.  (ISBN 9782010116483)
- 1988 : Hachette, Bibliothèque verte, no 102, format poche souple, texte original. Illustrations de Victor de la Fuente.  (ISBN 2010135814)